# François Poullain de La Barre
François Poullain de La Barre, nascido em 1647 em Paris e falecido em 4 de maio de 1723 em Genebra, foi um escritor francês, filósofo e feminista cartesiano.

## Sobre a igualdade entre os dois sexos (1673)
Sobre a igualdade entre os dois sexos (1673), cujo título completo é Da igualdade entre os dois sexos, discurso físico e moral, onde vemos a importância de se desfazer dos preconceitos (De l’Égalité des deux sexes, discours physique et moral où l’on voit l’importance de se défaire des préjugés) (1679) é um livro escrito pelo filósofo francês François Poullain de la Barre, onde ele defende a igualdade entre homens e mulheres no que diz respeito a suas faculdades mentais, denunciando os preconceitos sobre as mulheres presentes na opinião comum de sua época.

### A tese
O principal argumento de Poullain de la Barre contra a veracidade da opinião comum sobre as mulheres é aquele acerca do hábito. Segundo ele, e que é expresso de maneiras diferentes ao longo do texto, a grande desvantagem que as mulheres têm na sociedade em relação aos homens é a opinião que estes têm delas, que teria se fundado sob circunstâncias históricas específicas, e mantidas vivas, através da força do hábito. Sem ser questionado, esse mantém-as presas a uma realidade social que acaba sendo ela própria a concretizadora da desigualdade que a justificaria. Embora conceda que haja diferenças materiais entre os dois sexos, no que diz respeito aos corpos e suas funções - principalmente em relação à reprodução -, Poullain de la Barre nega que a diferenciação se expanda suficientemente para além desse âmbito para que chegue ao espírito. A diferença física entre os sexos seria insuficiente para corroborar as teses preconceituosas vigentes em sua época, e que justificavam a subordinação das mulheres aos homens. Embora diferentes em corpo, as mulheres em nada difeririam dos homens em espírito, sendo capazes das mesmas tarefas, reflexões e contribuições para a sociedade. Ambos os sexos teriam, a princípio, o mesmo potencial no que diz respeito à obtenção de conhecimento – o que o leva a contradizer-se, em certa medida, quando em outros momentos do texto argumenta que, em certas áreas, as mulheres levariam vantagem sobre os homens, dadas certas disposições “naturais” do seu género –. Isso apoia-se principalmente sobre sua crença cartesiana no exercício da razão como meio de acesso à verdade, cuja natureza universal implicaria estar ao alcance de todos.

### Estrutura
O livro é dividido em um prefácio, onde o autor antecipa a finalidade do trabalho, e duas partes; na primeira, Poullain de la Barre se detém sobre os preconceitos presentes no senso comum acerca das mulheres e sua natureza, bem como os motivos pelos quais ele demonstra estarem estes equivocados; Na segunda, o autor questiona a tradição composta de sábios, filósofos, historiadores, entre outras autoridades que, segundo ele, estariam tão imbuídos de preconceitos quanto as pessoas comuns; e procura argumentar a favor das mulheres e seu potencial, que seriam tão bem-sucedidas quanto os homens nas mais diversas áreas da sociedade, se apenas lhes fosse permitido e incentivado o estudo.

### Primeira parte
ou Onde mostramos que a opinião vulgar é um preconceito, e que, comparando sem interesse o que podemos observar na conduta dos homens e das mulheres, somos obrigados a reconhecer uma mesma realidade entre os dois sexos.
“Os homens estão persuadidos de uma infinidade de coisas que eles não saberiam explicar, pois essa persuasão é fundada apenas sobre leves aparências pelas quais eles se deixaram levar”, assim Poullain de la Barre inicia a primeira parte de sua obra. Está apresentado aí um dos argumentos que sustentará ao longo de todo o livro: os homens de sua época – assim como algumas mulheres - tem a convicção de que as mulheres são de natureza inferior simplesmente por que assim sugerem as aparências, e nelas confiam cegamente pois assim estão habituados a fazer. Caso os costumes de sua sociedade fossem outros, afirma o autor, nesses se acreditaria com a mesma fidelidade e certeza que os de então.
Segundo a opinião da época, dominada, como todo o resto da sociedade, pelos homens, as mulheres seriam fúteis, inconstantes, sem limites; Incapazes de qualquer conhecimento legítimo ou de pensamento mais profundo; Inaptas para todo o tipo de cargo na sociedade, já que sua natureza seria principalmente familiar; Tendo como principal objetivo e vocação cuidar dos afazeres da casa e dos filhos, bem como servir ao marido, em tudo seu superior.
Os costumes, no entanto, não são confiáveis, uma vez que estão sempre vinculados a uma realidade particular. Apenas a razão o é, pois essa age de forma neutra e desinteressada, e não se deixa enganar pelos hábitos singulares que, notadamente, variam de região para região, de tempos em tempos. Sendo assim, se exercitarmos adequadamente a faculdade racional, sabendo discernir entre o que é claro e distinto- e por tanto verdadeiro- daquilo que é tortuoso e falso, se aplicarmos essa precisão à realidade que nos chega aos sentidos, chegaremos inevitavelmente à conclusão de que muito do que atribuímos à natureza é, deve-se, na verdade, à cultura em que se encontra.
É o caso, para ele, da desigualdade – e consequente subordinação – de um sexo em relação ao outro. Assim, bastaria pôr à prova da razão essas ideias para ver que não se sustentam, visto que não estariam baseadas em nenhum fundamento concreto e que, sob uma análise cuidadosa, rapidamente se desintegram. Seria preciso, então, se perguntar sobre a origem dessas convicções, de forma a avaliar de que modo foram construídas e como se mantêm Por isso ele propõe, através de sua imaginação, uma conjectura histórica que ajudaria a pensar como foi que os hábitos se construíram e se consolidaram.
1. A conjectura histórica e o que teria sido a origem da desigualdade:

A origem remota da desigualdade entre os dois sexos, para ele, seria uma desigualdade dos corpos, por meio da qual os homens teriam gradualmente exercido sua força de forma a dominar as mulheres e a restringir sua liberdade. Inicialmente, a relação entre os dois sexos teria sido senão de igualdade, ao menos de amizade, na qual as diferenças eram tidas como uma oportunidade de interação entre ambos, e não de dominação. Trataria-se aí ainda de uma relação equilibrada, pensada de forma a favorecer ambos, de forma que os dois se beneficiassem igualmente, em meio a suas diferenças. Em um segundo momento, no entanto, com a expansão do núcleo familiar, essa realidade teria começado a se transformar, surgindo daí desigualdades nas atribuições de tarefas e na distribuição de privilégios, principalmente entre os filhos, - tendo-se aí tanto o sexo como a idade, como fatores diferenciadores entre esses. Essas desigualdades teriam se agravado gradualmente, gerando injustiças, até que culminaria na saída de um dos filhos do núcleo familiar. Uma vez que outros núcleos familiares estariam se formando, e os povos crescendo cada vez mais, seria aproximadamente nesse momento em que as relações de dominação entre um núcleo e outro ocorreriam. Sendo as regras aí não mais as regras familiares, como num momento anterior, mas sim as de dominação, o critério determinador passa a ser agora definitivamente o da força física, de onde se segue que a mulher fica cada vez mais sujeita àqueles superiores a ela nesse quesito.

Assim, elas teriam sido continuamente mantidas como subalternas, com sua liberdade restrita, suas possibilidades de vida diminuídas e as portas da sociedade cada vez mais fechadas para si, a não ser para aquilo aceito pelos próprios homens, detentores do poder, como lugares próprios para elas – em casa, com os filhos. Constrangidas por forças externas, elas teriam sido mantidas alheias às atividades sociais, religiosas ou das ciências, sem acesso aos estudos e ao conhecimento, o que as teria tornado cada vez mais fúteis.

Uma vez que o estudo e a instrução em geral não lhes seria permitido, as mulheres que por acaso tivessem esse interesse seriam obrigadas a ir em busca de conhecimento por si próprias, enfrentando a reprovação da maioria no caminho. Assim, mesmo tendo a mesma disposição para a instrução e para as mais diversas habilidades que os homens, caberia a elas, além de lutar contra a ignorância em que são mantidas, desafiar o papel que são forçadas a desempenhar, numa sociedade que as exclui de qualquer oportunidade que pudesse lhes incentivar a desenvolver suas habilidades naturais.
Poullain de la Barre chega a argumentar, em defesa das mulheres, que essas frequentemente demonstrariam, apesar das condições adversas, mais capacidades para certas atividades do que os homens. Segundo ele, teria presenciado em mulheres de diferentes condições sociais virtudes como a eloquência, a honestidade, a delicadeza, os “bons modos”, a simplicidade ou humildade, o cuidado, a precisão, a “exatidão de espírito”, o discernimento, a caridade, a virtude, a persuasão, entre outras.
Ele ressalta que elas com frequência demonstram maior desenvolvimento de suas capacidades do que homens devidamente instruídos, e utilizam a razão da forma correta. E que parecem personificar tanto os valores cristãos estimados na época – como a caridade, a humildade, a obediência -, como aplicar, quase que intuitivamente, as máximas cartesianas por ele adotadas: procurando as ideias claras e distintas, e discernindo facilmente juízos falsos de verdadeiros.
Assim, estaria evidente, para ele, que as mulheres em nada são inferiores aos homens no que diz respeito às habilidades e aptidões mentais. E uma vez exposta o que seria a verdadeira origem da desigualdade presenciada em sua sociedade, seria possível ver que não foi por uma diferença em espírito, traduzida em uma falta de capacidade mental, que as mulheres se mantiveram longe da sociedade e do poder, como o afirmaria o senso comum, mas apenas por uma questão de força.

### Segunda parte
ou Onde mostramos porque os depoimentos que podemos citar contra o sentimento de igualdade entre os dois sexos, tirados dos poetas, dos oradores, dos historiadores, dos jurisconsultos e dos filósofos, são todos vãos e inúteis.
Dando continuidade à denúncia dos preconceitos em relação às mulheres, Poullain de la Barre leva agora sua crítica àqueles que seriam as autoridades da época, os considerados pelo povo como os detentores do saber: os sábios, os filósofos, os juristas. Esses, segundo o autor, sofreriam da mesma ignorância que os comuns no que diz respeito às mulheres, acabando por legitimar as crenças errôneas dos últimos, que confiam nas autoridades e sábios como confiam nas aparências.
Em continuidade a apresentação da segunda parte do texto Da igualdade entre os dois sexos, discurso físico e moral, onde vemos a importância de se desfazer dos preconceitos, o estilo tratadístico de La Barre elenca vários tópicos para organizar o raciocínio do autor sob a declaração “Onde mostramos porque os depoimentos que podemos citar contra o sentimento de igualdade entre os dois sexos, tirados dos poetas, dos oradores, dos historiadores, dos jurisconsultos e dos filósofos, são todos vãos e inúteis”.
Mesmo nos espaços mais elitizados de apreciação artística ou acadêmica, o entendimento pela inferioridade feminina se fundaria também de maneira reiterada em propagação de preconceitos, muitas vezes floreados por tons jocosos.
Ao comentar sobre a diferença de entendimento esperada dos filósofos, La Barre reforça que a argumentação não será tão simples pois, com argumentos lógicos, o exercício do raciocínio filosófico deveria propiciar melhor compreensão acerca da igualdade entre os sexos. No entanto, o ambiente acadêmico terminava por espelhar o mesmo preconceito do saber vulgar, valendo citar um trecho intitulado “O que são os filósofos da escola”:
“Eles levavam seus preconceitos para as escolas, e lá também não aprenderam nada que pudesse demovê-los; pelo contrário, todo seu saber é fundado sobre os julgamentos que eles tiveram desde o berço. E para eles é um crime ou um erro colocar em dúvida aquilo em que acreditamos antes da idade do discernimento”
A dificuldade em superar o entendimento pela inferioridade feminina na academia decorreria da ausência de reflexão acerca das bases de seus próprios raciocínios acerca do que é o homem, do que é o corpo, de forma a perceber o limite das diferenciações percebidas entre os sexos.
E é em razão da necessidade de um apelo ao raciocínio lógico que La Barre se dedica a firmar o que é o conhecimento, como se define uma qualidade física, a igualdade de funcionamento do espírito (pensamento ou mente) seja no homem ou na mulher, entre outros passos que levam a conclusão lógica de indistinção de capacidades, sejam elas exercitadas pelo homem ou pela mulher.
Assim, todo sentimento de superioridade dado aos homens decorreria de seu maior acesso à educação e aos cargos de autoridade como engrenagens de um círculo vicioso em que as mulheres ocupavam o lugar doméstico, sem visibilidade e sem grandes estímulos para dedicarem-se ao conhecimento e à exposição. É o que se encontra no trecho “A timidez”:
“Educamos as mulheres de tal maneira que elas têm razão de temer tudo. Elas não têm esclarecimento algum para evitar as surpresas nas coisas do espírito. Elas não participam dos exercícios que lhes dão habilidade e força para atacar e se defender. Elas se veem expostas a sofrer impunemente os ultrajes vindos de um sexo tão sujeito às paixões, que as olha com desprezo, e que trata com frequência seus semelhantes com mais crueldade e raiva do que fazem os lobos entre si.”
Por sua vez, é de uma lucidez incrível a crítica de La Barre sobre a caricatura dada às mulheres como “faladeiras” no trecho intitulado “A conversa”.
Não bastasse considerar exemplar a alta capacidade que as mulheres demonstravam ter quanto ao uso da palavra, fosse esta dedicada a objetos de um cotidiano desprezado pela maioria dos homens, a forma com que os mais renomados jornalistas duelavam suas ideias é espirituosamente colocada sob o mesmo olhar crítico:
“Não se deve imaginar que falamos tolices apenas quando falamos sobre roupas e sobre as modas. A conversa dos redatores das gazetas é frequentemente mais ridícula. E essa quantidade de palavras empilhadas uma sobre as outras, e que não significam nada, na maioria das obras, são uma tagarelice bem mais idiota do que aquela do mulherio. Ao menos podemos dizer que os discursos destas são reais e inteligíveis, e que elas não são tão presunçosas para se imaginarem, como a maioria dos sábios, mais hábeis do que suas vizinhas, só porque dizem mais palavras que não têm sentido.”
Por fim, a obra de François Poullain de la Barre ilustra os vários percalços lógicos trilhados para superação dos preconceitos de uma época, consolidando cada vez mais a ideia de que, na história da filosofia devemos registrar com destaque o papel das mulheres como filósofas e ainda de homens feministas, dedicados a demonstrar os estigmas que dificultaram o avanço de pensamentos igualitários entre os sexos, perpetuando preconceito, subordinação e injustiça para além da relação entre homem e mulher, mas que se serviram como base de toda discriminação social.